# Jarhead
Jarhead é um filme estadunidense de 2005, gêneros drama e guerra, dirigido por Sam Mendes. O roteiro foi questionado como sendo um plágio do livro Bagdá Express de autoria de Joel Turnipseed, um ex-fuzileiro naval que escreveu um livro de memórias da primeira guerra do Golfo.
O filme foi lançado em 4 de novembro de 2005 pela Universal Pictures. Após o lançamento, o filme recebeu críticas mistas e foi uma decepção nas bilheterias, arrecadando US$ 96 milhões, contra um orçamento de US$ 72 milhões.
Apesar da recepção mista ao filme, ele ganhou uma série de quatro filmes.

## Elenco
- Jake Gyllenhaal como Anthony "Swoff" Swofford
- Jamie Foxx como Sargento Sykes
- Tyler Sedustine como Harris
- Jacob Vargas como Cortez
- Laz Alonso como Escobar
- Jocko Sims como Julius
- Lucas Black como Kruger
- Kristin Richardson
- Peter Gail como Dr. John
- Jamie Martz como Foster
- Evan Jones como Fowler
- Chris Cooper como Tenente-Coronel Kazinski
- Dennis Haysbert como Major Lincoln
- Scott MacDonald como D. I. Fitch
- Peter Sarsgaard como Troy
- Damion Poitier como Poitier
- Brianne Davis como Kristina
- Dendrie Taylor como Sr.ª Swofford
- James Morrison como Sr. Swofford
- Rini Bell como Irmã de Swofford
- Craig Coyne como Sr. Swofford (jovem)
- Katherine Randolph como Sr.ª Swofford (jovem)
- Riad Galayini como Enfermeira
- Kevin Forster
- Lo Ming

## Recepção
O filme recebeu críticas mistas de 199 críticos, registrando uma classificação de 61% no Rotten Tomatoes. O consenso do site declara: "Este relato em primeira pessoa da primeira Guerra do Golfo registra suas performances e cinematografia, mas carece de um impulso emocional". Roger Ebert deu ao filme três e meia de quatro estrelas, creditando-o por seu retrato único de fuzileiros navais da Guerra do Golfo que lutaram contra o tédio e uma sensação de isolamento ao invés de combatentes inimigos A revista Entertainment Weekly atribuiu ao filme uma classificação "B+" e Owen Gleiberman escreveu: "Jarhead não é abertamente político, mas evocando a futilidade quase surreal de homens cujo desejo de vitória pela ação é frustrado, a cada passo, pelas táticas, terreno e moralidade da guerra em que estão inseridos, cria um poder poderoso eco ressonante daquele em que estamos hoje". No Metacritic, tem avaliações mistas da crítica mais nota favorável do público.
Em sua crítica ao Washington Post, Stephen Hunter elogiou a performance de Jake Gyllenhaal: "O que há de tão bom no filme é a recusa de Gyllenhaal em se exibir; ele não parece ter ciúmes da atenção da câmera quando se dirige a outras pessoas e fica contente por muito tempo." estende-se a servir simplesmente como um prisma através do qual outros homens jovens podem ser observados". Leslie Felperin, da revista Sight and Sound, escreveu: "Se nada mais, Jarhead fornece algum tipo de reportagem de uma guerra cujas consequências ainda não começamos a entender, uma guerra agora cotada na história por sua continuação ainda em fúria".
Escrevendo para o The New York Times, A. O. Scott sentiu que o filme estava "cheio de intensidade com quase nenhum impacto visceral real" e o chamou de "um filme menor sobre uma guerra menor e um filme que parece, no momento, notavelmente irrelevante".
O site brasileiro Omelete deu uma nota favorável de 3/5, tendo um certificado de "bom". Os usuários do Adoro Cinema deram ao filme 3,9/4 estrelas, ganhando um certificado de "legal".
Acusação de plágio

Em um artigo do New York Times, observou-se que o veterano e escritor de guerra Joel Turnipseed achava que partes da trama do filme haviam sido retiradas de seu livro de 2002 Bagdá Express: um livro de memórias da Guerra do Golfo, sem o seu consentimento. O roteirista de Jarhead, William Broyles Jr., afirmou que muitas semelhanças surgem da recontagem de experiências marinhas comuns.